# Beriev A-50
Beriev A-50 (Nato: Mainstay) este un avion rusesc de avertizare timpurie, control și comandă și supraveghere a spațiului aerian. Se bazează pe avionul de transport militar Iliușin Il-76. Este similar ca design și rol cu Boeing E-3 Sentry AWACS. Avionul dispune de un fuzelaj alungit, cu spațiu pentru monitoare și sisteme de comunicare. Deasupra fuzelajului este instalată o antenă rotativă cu radar cu baleiaj electronic pasiv.